# Mikheil Gachechiladze
Pas d'image ? Cliquez ici

a Compétitions nationales et continentales officielles uniquement.

b Matchs officiels uniquement.
Dernière mise à jour le 2 avril 2021.
Mikheil Gachechiladze (en géorgien : მიხეილ გაჩეჩილაძე), né le 24 décembre 1990, est un joueur géorgien de rugby à XV qui joue au poste de troisième ligne dans la franchise géorgienne Black Lion, depuis 2022.

## Biographie
Mikheil Gachechiladze est formé au sein du RC Academy Tbilissi, club avec lequel il fait ses débuts en senior. En 2012 il tente sa chance en France, rejoignant le SA Hagetmau en Fédérale 1. Il restera deux ans au sein du club, y obtenant un temps de jeu conséquent (30 matchs), avant de rejoindre le RC Hyères Carqueiranne La Crau. 
Il ne restera qu'une saison supplémentaire en France, rentrant en 2015 en Géorgie. Il signe au sein du RC Kochebi, avec l'espoir de repartir à l'étranger plus tard. Ce sera chose faite en 2016, où il signe un contrat de 4 mois en faveur du Ienisseï-STM, afin de jouer en Challenge Cup. Titulaire lors des 6 matchs de Challenge Cup, il reste finalement au sein du club et décroche le titre de champion de Russie. 
Restant au sein du club, il est de nouveau aligné en Challenge Cup. Le 21 octobre, il est élu homme du match lors de la rencontre face aux Newport Gwent Dragons, parcourant 64 mètres ballons en main et réalisant notamment 14 placages, dont 3 offensifs. Ses bonnes prestations lui permettent d'intégrer l'équipe de Géorgie en 2018. 
Avec le Ienisseï-STM, il remporte deux boucliers continentaux, ainsi que deux titres supplémentaires en Russie en 2018 et 2019. Il est nommé meilleur joueur du championnat russe en 2019.
En juin 2021, il se blesse en sélection face aux Pays-Bas. Il manque toute la saison suivante du fait de cette blessure, et quitte l'Enisey au terme de la saison. Il rentre au pays en intégrant la franchise professionnelle fédérale, le Black Lion.

## Statistiques en équipe nationale
| Année | Compétition                      | Matchs | Points | Essais | Transf. | Drops | Pénal. |
| ----- | -------------------------------- | ------ | ------ | ------ | ------- | ----- | ------ |
| 2018  | REC 2018                         | 4      | 10     | 2      | -       | -     | -      |
| 2018  | Pacific Nations Cup 2018         | 1      | -      | -      | -       | -     | -      |
| 2018  | Test                             | 2      | -      | -      | -       | -     | -      |
| 2020  | REC 2020                         | 2      | -      | -      | -       | -     | -      |
| 2020  | Coupe d'automne des nations 2020 | 2      | -      | -      | -       | -     | -      |
| 2021  | REC 2020                         | 1      | -      | -      | -       | -     | -      |
| 2021  | REC 2021                         | 3      | -      | -      | -       | -     | -      |
| Total | Total                            | 16     | 5      | 1      | -       | -     | -      |

| Essai | Adversaire | Lieu                                              | Compétition | Date            | Résultat | Score |
| ----- | ---------- | ------------------------------------------------- | ----------- | --------------- | -------- | ----- |
| 1     | Allemagne  | Sparda-Bank-Hessen-Stadion, Offenbach-sur-le-Main | REC 2018    | 17 février 2018 | Victoire | 0-64  |
| 1     | Russie     | Stade Kouban, Krasnodar                           | REC 2018    | 10 mars 2018    | Victoire | 9-29  |

## Palmarès
- Bouclier continental de rugby à XV 2016-2017
- Championnat de Russie de rugby à XV 2017
- Bouclier continental de rugby à XV 2017-2018
- Championnat européen international de rugby à XV 2017-2018
- Championnat de Russie de rugby à XV 2018
- Championnat de Russie de rugby à XV 2019
- Championnat européen international de rugby à XV 2019-2020